# Río Anchicayá
Le río Anchicayá est un fleuve de Colombie qui se jette dans l'Océan Pacifique.

## Géographie
Le río Anchicayá prend sa source sur le versant ouest de la cordillère Occidentale, sur les pentes du cerro pico de Loro, dans le Parc national naturel des Farallones de Cali, à l'extrême sud-est de la municipalité de Buenaventura. Il coule ensuite vers le nord-est, alimentant deux retenues, les lacs Alto et Bajo Anchicayá avant de se jeter dans l'Océan Pacifique dans la baie de Buenaventura, quelques kilomètres au sud-est du port de Buenaventura.